# Ninglang Luguhu Airport
Ninglang Luguhu Airport är en flygplats i Kina. Den ligger i provinsen Yunnan, i den sydvästra delen av landet, omkring 340 kilometer nordväst om provinshuvudstaden Kunming.
Runt Ninglang Luguhu Airport är det ganska glesbefolkat, med 42 invånare per kvadratkilometer. I omgivningarna runt Ninglang Luguhu Airport växer i huvudsak blandskog.
Genomsnittlig årsnederbörd är 978 millimeter. Den regnigaste månaden är juli, med i genomsnitt 335 mm nederbörd, och den torraste är november, med 1 mm nederbörd.